# Popstar: Never Stop Never Stopping - Official Soundtrack
Popstar: Never Stop Never Stopping - Official Soundtrack è una colonna sonora del gruppo musicale statunitense The Lonely Island, pubblicata il 3 giugno 2016 dalla Republic Records.

## Descrizione
Si tratta della colonna sonora del loro film Vite da popstar e contiene numerosi brani realizzati in collaborazione con vari gruppi e artisti musicali, quali Emma Stone, i Linkin Park, Pink e Seal.
Il disco è stato anticipato il 10 maggio dai singoli I'm So Humble e Mona Lisa, entrambi resi disponibili per il download digitale.

## Tracce
1. I'm So Humble (feat. Adam Levine) – 2:32 (Andy Samberg, Akiva Schaffer, Jorma Taccone, Can Canatan)
2. Hot New Single (Dialogue) – 0:11
3. Equal Rights (feat. Pink) – 2:24 (Andy Samberg, Akiva Schaffer, Jorma Taccone, Raphael Jurdin, Pierre-Antonie Melki, Yoan Chirescu)
4. Turn Up the Beef (feat. Emma Stone) – 2:03 (Andy Samberg, Akiva Schaffer, Jorma Taccone, Michael Woods, Kevin White, Bo Osipenko)
5. Finest Girl (Bin Laden Song) – 2:30 (Andy Samberg, Akiva Schaffer, Jorma Taccone, Michael Woods, Kevin White, Nash Overstreet)
6. Mona Lisa – 2:38 (Andy Samberg, Akiva Schaffer, Jorma Taccone, Khari Cain, Brandon Bell)
7. Are or Aren't? (Dialogue) – 0:12
8. Hunter the Hungry Is Gon' Eat – 2:02 (Andy Samberg, Akiva Schaffer, Jorma Taccone, Jamil Pierre)
9. Should I Move? (feat. Akon) (Bonus Track) – 2:19 (Andy Samberg, Akiva Schaffer, Jorma Taccone, Nathaniel Motte)
10. 2 Banditos – 1:56 (Andy Samberg, Akiva Schaffer, Jorma Taccone, Justin Franks, Tamir Muskat, Ori Kaplan, Tomer Yosef)
11. Things in My Jeep (feat. Linkin Park) – 2:06 (Andy Samberg, Akiva Schaffer, Jorma Taccone, Derek Allem, Maestro Harrell)
12. Kill This Music (Dialogue) – 0:05
13. Ashley Wednesday (feat. Seal) – 2:30 (Andy Samberg, Akiva Schaffer, Jorma Taccone, Khari Cain, Brandon Bell)
14. F**k Off (Bonus Track) – 2:24 (Andy Samberg, Akiva Schaffer, Jorma Taccone, Andre Davidson, Sean Davidson, Jordan Suecof, Alex Delicata)
15. Donkey Roll – 1:23 (Andy Samberg, Akiva Schaffer, Jorma Taccone, Can Canatan)
16. Trip to Spain (Dialogue) – 0:20
17. Ibitha – 1:39 (Andy Samberg, Akiva Schaffer, Jorma Taccone, Rick Whiterspoon, Jr., Dallas Khoehlke)
18. Owen's Song – 1:37 (Andy Samberg, Akiva Schaffer, Jorma Taccone, Greg Kurstin)
19. What Was That Beat? (Dialogue) – 0:16
20. Sick Glenda – 1:00 (Andy Samberg, Akiva Schaffer, Jorma Taccone, Scott Jung, Mike Baxter)
21. Incredible Thoughts (feat. Michael Bolton and Mr. Fish) – 2:56 (Andy Samberg, Akiva Schaffer, Jorma Taccone, Tom Sommers, Jeremy Dussolliet)
22. Me Likey Dat – 1:06 (Andy Samberg, Akiva Schaffer, Jorma Taccone, Scott Jung, Mike Baxter)
23. Legalize It – 2:52 (Andy Samberg, Akiva Schaffer, Jorma Taccone, Jacob Plant)
24. I'm a Weirdo – 1:51 (Andy Samberg, Akiva Schaffer, Jorma Taccone, Sultan Banks)
25. Karate Guy – 2:16 (Andy Samberg, Akiva Schaffer, Jorma Taccone, August Alsina, Candice Curry, Ralph Jeanty, Nicodemo Lalli, Sean McMillion, Kevin Price, Keyiara Sallie)
26. Rock Roll Skate – 1:56 (The Lonely Island)
27. Hey Ya Ho – 1:25 (Andy Samberg, Akiva Schaffer, Jorma Taccone, Arthur McArthur, Andrew Papaleo)
28. Maximus (Bonus Track) – 2:22 (The Lonely Island)

## Classifiche
| Classifica (2016) | Posizione massima |
| ----------------- | ----------------- |
| Canada            | 74                |
| Stati Uniti       | 69                |
| Stati Uniti (rap) | 6                 |